# Los Angeles Open 1985
Il Los Angeles Open 1985 è stato un torneo di tennis giocato sul cemento del Tennis Center di Los Angeles negli Stati Uniti. È stata la 59ª edizione del torneo, che fa parte del Nabisco Grand Prix 1985. Si è giocato dal 16 al 22 settembre 1985.

## Campioni

### Singolare
Paul Annacone ha battuto in finale  Stefan Edberg con il punteggio di 7–6 6–7 7–6

### Doppio
Scott Davis /  Robert Van't Hof hanno battuto in finale  Paul Annacone /  Christo van Rensburg con il punteggio di 6–3, 7–6